# 解冰 (电影)
《解冻》（：／）是2017年上映的韓國驚悚片，由電影《四人餐桌》《家族電影院》的導演李受妍執導，趙震雄、申久及金大明主演。本片講述了隨著漢江冰面融化，水面浮出一具無頭的女屍，與屍體有關的秘密也漸漸浮出水面的故事。
另外，新马地区于2018年5月19日通过tvN Movies频道播出。

## 演員陣容
- 趙震雄 飾演 卞勝勳，在前輩經營的一間醫院內工作的內科醫生。有一天，他為老人進行睡眠內窺鏡檢查，卻無意中聽到老人的「殺人告白」，使勝勳陷入恐慌及疑心之中[5]。
- 申久 飾演 鄭老人，老年癡呆的肉店老闆父親。
- 金大明 飾演 鄭成根，肉店老闆，老人的兒子。
- 金姝怜 飾演 美淑，肉店老闆的二婚妻子。
- 宋永彰 飾演 趙景煥／南仁。
- 尹世雅 飾演 曹秀晶，卞勝勳的前妻。
- 李清娥 飾演 劉美妍，醫院護士。[6]
- 尹多景 飾演 智淑，醫院護士。
- 金慶民（김경민）飾演 醫院院長
- 李康載（이강재）飾演 敬秀
- 文正鉉（문정현）飾演 邊永勳
- 鄭道元 飾演 紋身男子
- 鄭娥煝 飾演 裴正子
- 韓哲宇 飾演 轄區刑警
- 趙石賢 飾演 江南刑警組長
- 姜民載（강민재）飾演 江南刑警組員
- 姜得鍾 飾演 江南刑警組員
- 鄭鎮宇（정진우）飾演 江南刑警組員
- 尹炳熙 飾演 醫院患者
- 李在恩 飾演 醫院患者
- 朴熙貞 飾演 開場DJ

## 製作
該片為導演李受妍繼2003年電影《四人餐桌》，事隔14年後的復出作。此外，演員趙震雄為能夠配合其在片中飾演的角色，刻意在正式拍攝前減重近18kg。

## 發行
本片首映後錄得約38.6萬觀影人次，為韓國歷來在三月份上映的電影中，成績最好的作品，其後亦在日本、香港、澳門、菲律賓、美國及加拿大等地順利上映。上映14日（2017年3月14日）便突破损益平衡点116万观影人次，成为2017年第四部盈利的韩国本土电影。
该片分别受邀参加布魯塞爾國際奇幻影展、夏威夷国际电影节与远东电影节。

## 獎項
| 年份   | 頒獎典禮              | 獎項       | 入圍者 | 結果 |
| ------ | --------------------- | ---------- | ------ | ---- |
| 2017   | 第38屆青龍電影獎      | 最佳男配角 | 金大明 | 提名 |
| 2017   | 第1届The Seoul Awards | 最佳男配角 | 金大明 | 提名 |
| 2017   | 第26届釜日电影奖      | 最佳男配角 | 金大明 | 提名 |
| 2017   | 第26届釜日电影奖      | 最佳男主角 | 趙震雄 | 提名 |
| 2017   | 第26届釜日电影奖      | 最佳剧本   | 李受妍 | 提名 |
| 2018年 | 第23届春史電影獎      | 最佳男配角 | 金大明 | 提名 |

## 外部連結
- NAVER上《解冰》的資料
- Daum上《解冰》的資料

- 韩国电影数据库（KMDb）上《解冰》的資料
- 互联网电影数据库（IMDb）上《解冰》的资料（英文）
- 豆瓣电影上《解冰》的資料 （简体中文）
- Yahoo奇摩電影上《解冰》的資料（繁體中文）
- 開眼電影網上《解冰》的資料（繁體中文）
- 《解冰》在HanCinema的页面（英文）
- Box Office Mojo上《解冰》的資料（英文）
- 爛番茄上《解冰》的資料（英文）